# کلیسای مذهبی کپی‌میسم

نماد کپی‌می

Ctrl-C و Ctrl-V

کلیسای مذهبی کپی‌میسم(به سوئدی Missionerande Kopimistsamfundet) توسط اسحاق گرسون تأسیس شده محل تجمع افراد اشتراک گذارنده فایلی است که باور دارند کپی کردن اطلاعات فضیلت مقدس است. کلیسا که در سوئد مستقر شده‌است، پس از سه ماه تلاش، در سوئد به عنوان یک جامعه مذهبی به رسمیت شناخته شده‌است.
گرسون (مؤسس کلیسا) هرگونه ارتباط کلیسا با سایت اشتراک فایل پایرت‌بی را رد کرده‌است.

## اعتقادات
پیروان این آیین کپی‌میست نامیده می‌شوند که از عمل کپی کردن برگرفته شده‌است.
یک «کپی‌میست» یا «کپی‌میست فکری» کسی است به‌طور فلسفی باور است که تمام اطلاعات باید آزادانه و بدون محدودیت توزیع شوند. این فلسفه مخالف انحصار دانش در همه اشکال آن از جمله کپی رایت است و اشتراک فایل‌های رسانه‌ای از جمله موسیقی و فیلم و سریال و نرم‌افزار را تشویق می‌کند.
با توجه به آیین این کلیسا «در باور ما، ارتباط برقرار کردن مقدس است.» در وبسایت آن‌ها هیچگونه باور به خدا یا پدیده‌های مافوق‌طبیعی ذکر نشده. CTRL+C و CTRL+V که کلیدهای میانبر در رایانه‌ها برای کپی و جایگذاری کردن بکار می‌رود نیز نمادهای مقدسی هستند.
کپی‌میسم به‌طور خلاصه باور دارد:
- همهٔ دانش‌ها برای همه؛
- دستیابی به دانش مقدس است؛
- به گردش درآوردن دانش مقدس است؛
- عمل کپی مقدس است.

در آغاز فقط بیت بود. مقدارش صفر بود. بیت فعال شد و آی‌تی یک را به وجود آورد.
بین صفر و یک چیزی وجود نداشت.
سپس این بیت کپی شد.
و سپس این بیت‌ها کپی شدند.
و دوباره و دوباره تا بی‌نهایت کپی شدند.
و حالا می‌بینیم: آن بیت با کپی کردن خود و کمی تغییر یافتن در هر کپی، جهان را به‌وجود آورد.
بنابراین، این وظیفه مقدس ماست که بیت‌ها را با اندکی تغییر کپی کنیم.
طبق قوانین کپی‌میست:
- کپی کردن اطلاعات از دید اخلاقی کاملاً درست است؛
- منتشر کردن اطلاعات از دید اخلاقی کاملاً درست است؛
- مقدس‌ترین نوع کپی کردن که خیلی هم عالی است، کپی کردن به صورت دیجیتال است زیرا گسترش پذیر است و ارزش اطلاعات را زیاد می‌کند.
- کپی کردن یا ترکیب کردن اطلاعات مرتبط با فرد دیگری به عنوان یک عمل قابل احترام و از یک کپی‌میست با ایمان دیده می‌شود؛
- اینترنت مقدس است؛
- کد قانون است.

## نخستین عروسی
در ۲۸ آوریل ۲۰۱۲، کلیسای کپی‌میسم اولین عروسی خود را برگزار کرد. عروسی در بلگراد، صربستان، بین یک زن رومانیایی و یک مرد ایتالیایی صورت گرفت. مراسم در حالی انجام شد که عاقد صورتک گای فاکس، بر چهره داشت و یک رایانه نیز عقدنامه را می‌خواند و تعدادی کپی‌میسم هم در کلیسا حضور داشتند.
کلیسا گفت:((ما امروز بسیار خوشحال هستیم. همه چیز عشق در مورد اشتراک گذاری است. یک زن و شوهر همه چیز را با یکدیگر شریک می‌شوند. امیدوارم آنها دی اِن اِی شان را کپی و ترکیب کنند و انسان جدیدی به‌وجود آورند. عشق را احساس کنید و اطلاعات را به اشتراک بگذارید.))
گرسون، رهبر کلیسای کپی‌میسم به عنوان شاهد در مراسم عروسی حضور داشت.

## به اشتراک گذاری اطلاعات در ادیان
به اشتراک گذاری، به‌طور گسترده در بین ادیان توصیه شده‌است مانند: صدقه دادن.